# Dumitru Fusu
Dumitru Fusu (n. 29 martie 1938, Parcova, județul Bălți, Regatul României – d. 14 ianuarie 2014, Chișinău, Republica Moldova) a fost un actor și regizor moldovean.

## Studii
A studiat la Școala Teatrală „Boris Șciukin” din Moscova (1955-1960), obținând o diplomă de actor de teatru și film. Ulterior, în perioada 1977-1979 a urmat cursurile superioare de regie și scenaristică la Moscova, specializându-se ca regizor de film.

## Carieră
După absolvirea studiilor universitare, a activat în anii 1960-1970, cu unele întreruperi, ca actor la Teatrul „Luceafǎrul” din Chișinäu. În 1968 a fondat Teatrul unui Actor. În perioada 1979-1984 a fost regizor la studioul Moldovafilm. În 1999 - organizator la Chișinău al Festivalului Internațional de Teatru "One Man Show". Dumitru Fusu face parte din "generația de aur" a teatrului din Republica Moldova alături de Ion Ungureanu, Ilie Todorov, Dumitru Caraciobanu, Sandri Ion Șcurea, Ecaterina Malcoci, Valentina Izbelciuc. În cinematografie a debutat ca actor în anul 1961 în filmul "Omul merge dupa soare" (regizor Mihail Kalik). A fost membru al Uniunii Cineaștilor din URSS, din 1976.
A fost decorat cu medalia „Mihai Eminescu” (1996) „pentru spirit novator și merite deosebite în dezvoltarea artei teatrale, contribuție substanțială la propagarea literaturii clasice și contemporane” și cu Ordinul Republicii (2001) „pentru activitate de creație prodigioasă, contribuție substanțială la afirmarea valorilor spirituale naționale și înaltă măiestrie artistică”.
A fost înmormântat în Cimitirul de pe strada Armenească.

## Filmografie

### Ca actor
- Omul merge după soare (1961) - milițianul;
- Călătorie în april (1962) - vânzătorul;
- Bariera (s/m, 1964) - bătrânul;
- Când pleacă cocorii (1964) - Ion;
- Gustul pâinii (1966) - fiu de culac;
- Nuntǎ la palat (1969) - Bahrum;
- Zece ierni pe-o vară (1969) - preotul;
- Dimitrie Cantemir (1973) - Reis-efendi;
- Durata zilei (1974) - Arghir;
- Ce-i trebuie omului (1975);
- Centaurii (episod, studioul "Mosfilm", 1978);
- Ar fi avut o altă soartă (1983) - directorul casei de copii;
- Luceafărul (episod, 1986);
- Vârtejul, Strǎinul (studioul "Tadjic-film", 1988).

### Ca regizor
- Ecoul, s/m, 1978;
- Sărbătoarea sufletului, documentar, 1979;
- Șoseaua, s/m, 1981;
- Constelația talentelor, documentar, 1984;
- Parkova - 435, documentar, 1987.